# 베네비시온
베네비시온(스페인어: Venevisión)는 베네수엘라의 최대의 텔레비전 네트워크이며 구스타보 시스네로스의 기업인 그루포 시스네로스가 소유하고 있다.